# Ishania minuta
Ishania minuta là một loài nhện trong họ Zodariidae.
Loài này thuộc chi Ishania. Ishania minuta được Rudy Jocqué & Léon Baert miêu tả năm 2002.